# Epirhyssa melitos
Epirhyssa melitos är en stekelart som beskrevs av Porter 1978. Epirhyssa melitos ingår i släktet Epirhyssa och familjen brokparasitsteklar. Inga underarter finns listade i Catalogue of Life.